# Gobiconodon

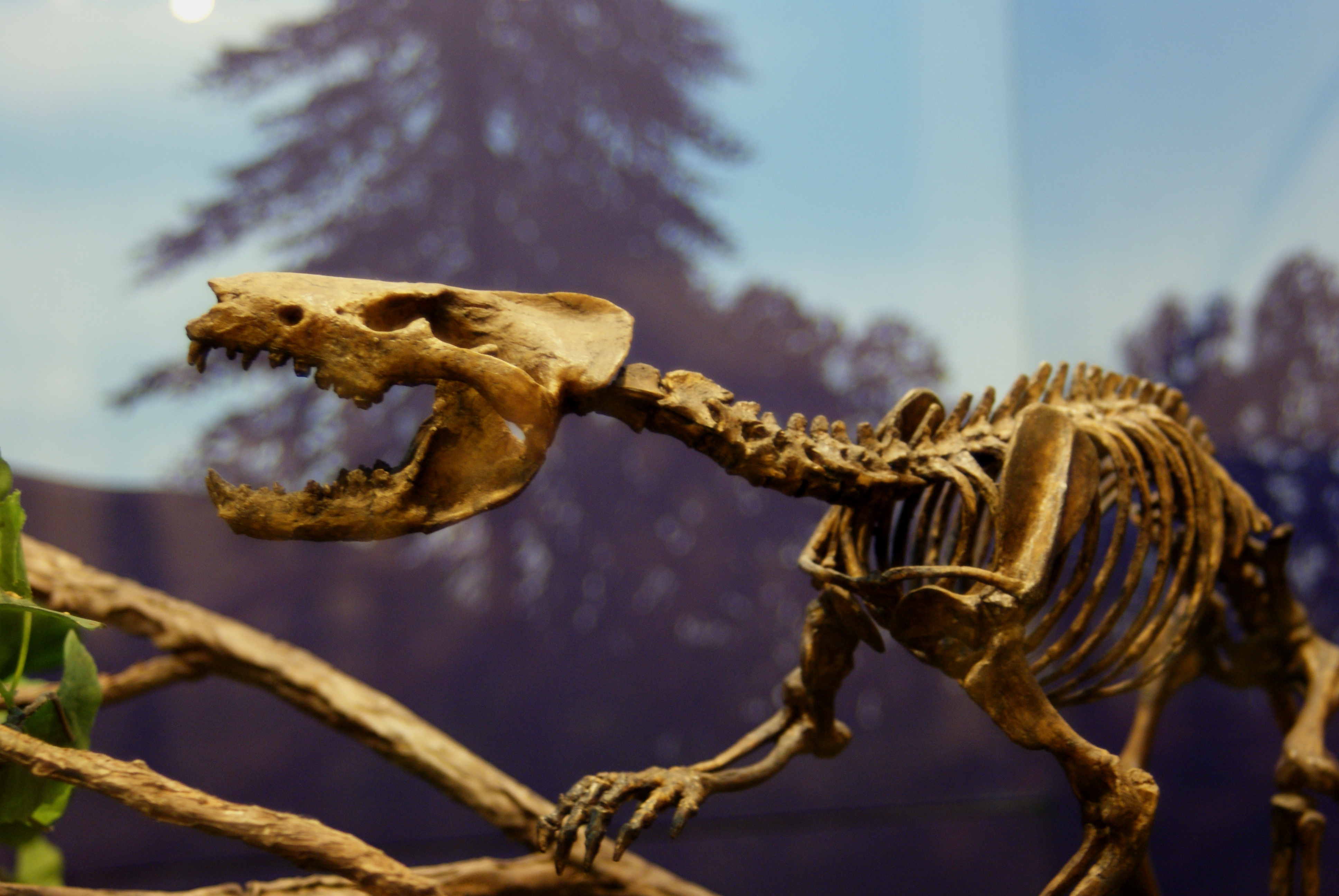
Ricostruzione dello scheletro di Gobiconodon sp.

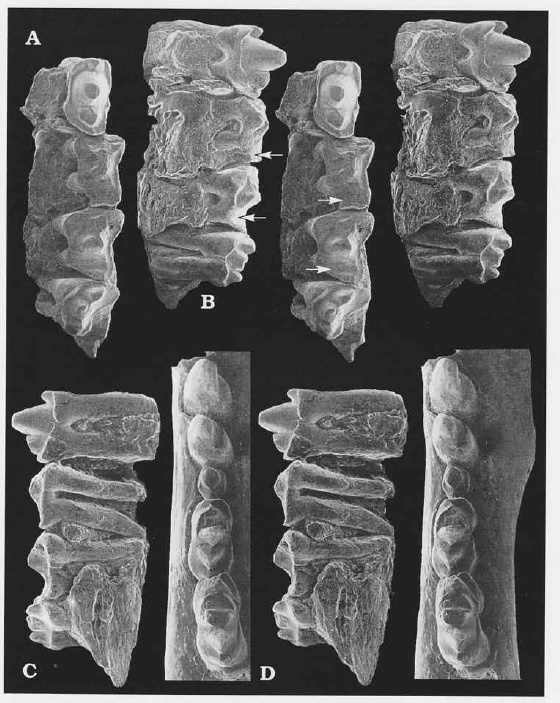
Mandibola di G. borissiaki

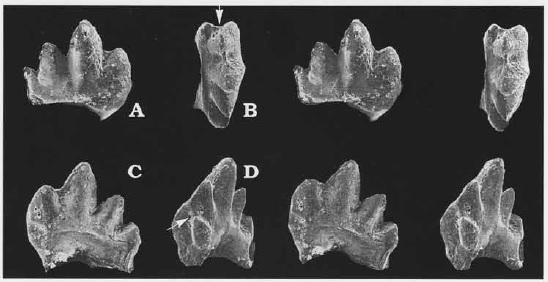
Denti di G. hoburensis

Il gobiconodonte (gen. Gobiconodon) è un mammifero estinto, appartenente ai gobiconodonti. Visse nel Cretaceo inferiore (circa 140 - 110 milioni di anni fa) e i suoi resti fossili sono stati ritrovati in Asia, Nordamerica e Africa.

## Descrizione
Gobiconodon è uno dei più grandi mammiferi mesozoici; la sua taglia doveva superare quella di un gatto domestico: il cranio poteva superare i 10 centimetri di lunghezza e il corpo, coda compresa, doveva oltrepassare i 50 centimetri. Il peso doveva aggirarsi sui 5 chilogrammi. L'aspetto di Gobiconodon doveva richiamare quello di un opossum più grande e robusto. 
Gli incisivi, rispetto a forme simili come Amphilestes o Triconodon, erano in misura minore e sulla mandibola erano in numero di uno o due per ogni ramo mandibolare. Il primo incisivo mandibolare era sporgente, mentre il corrispondente incisivo della mascella era ingrandito. Gli incisivi posteriori erano conici e a punta, simili a canini, così come i premolari anteriori (questi ultimi dotati di un'alta cuspide centrale e di cuspidi accessorie molto piccole o assenti). 
Vi erano canali infraorbitali separati che collegavano l'orbita con il rostro. 
Sembra che i denti molariformi anteriori subissero una sostituzione (sicuramente nella specie Gobiconodon ostromi, forse anche nelle altre specie); questa caratteristica, tuttavia, può essere plesiomorfica e non diagnostica del genere Gobiconodon. 
Lo scheletro postcranico era caratterizzato da forme pesanti, più massicce rispetto a quelle degli altri mammiferi mesozoici o dei mammiferi tribosfenici basali.

## Classificazione
Gobiconodon venne descritto per la prima volta nel 1978 da Trofimov, sulla base di resti molto incompleti provenienti dalla Mongolia e risalenti all'Aptiano/Albiano (circa 115 milioni di anni fa) della Mongolia. La specie tipo è G. borissiaki. Trofimov descrisse un altro mammifero mesozoico proveniente dagli stessi terreni come Guchinodon hoburensis, successivamente considerato un'altra specie di Gobiconodon (la più piccola del genere, grande la metà della specie tipo). Queste specie sono state poi ritrovate anche in Russia orientale. 
Altre specie di Gobiconodon sono state in seguito rinvenute in numerosi luoghi del mondo e vissero per gran parte del Cretaceo inferiore. La più antica è G. palaios del Marocco, risalente al Berriasiano, mentre dalla Cina provengono G. zofiae dell'Auteriviano e la più recente G. luoianus dell'Aptiano. In Mongolia è stata ritrovata anche G. hopsoni, la più grande del genere e una delle più antiche (Valanginiano). In Nordamerica è nota G. ostromi, l'unica conosciuta anche per lo scheletro postcranico, proveniente dall'Aptiano/Albiano degli Stati Uniti. 
Gobiconodon è il genere eponimo dei gobiconodontidi, un gruppo di mammiferi arcaici di incerta collocazione sistematica, da alcuni posti in un gruppo a sé stante (Gobiconodonta) e da altri classificati all'interno degli eutriconodonti. Affine a Gobiconodon doveva essere Hangjinia chowi, della Cina. 

## Paleobiologia
Al contrario della maggior parte degli altri mammiferi mesozoici di piccole dimensioni, sembra che Gobiconodon fosse un predatore di piccoli vertebrati. È possibile che predasse anche piccoli dinosauri.